# Domenico II Contarini
 (mai 2023).
Si vous disposez d'ouvrages ou d'articles de référence ou si vous connaissez des sites web de qualité traitant du thème abordé ici, merci de compléter l'article en donnant les références utiles à sa vérifiabilité et en les liant à la section « Notes et références ».
Pour les articles homonymes, voir Contarini.
Domenico II Contarini (né à Venise le 28 janvier 1585, mort dans la même ville le 26 janvier 1675) est le 104e doge de Venise élu en 1659, son dogat dure jusqu'en 1674.
Domenico Contarini est le second membre de la famille à accéder au dogat.

## Biographie

### Sa jeunesse
Domenico Contarini est le fils et le second enfant de  Giulio et de Lucrezia Corner, né en 1581 ou en 1585 selon d'autres sources, son frère ainé, Angelo est le 11 août 1581 et c'est peut être avec lui que nait la confusion, il meurt avant l'arrivée de son frère au pouvoir. La branche de la famille est dite des Ronzinetti, nom déviré du surnom de Maffeo, ancêtre de Domenico.
On sait avec certitude que pendant sa jeunesse, il fait ses études à l'université de Padoue et il bénéficie d'une bonne instruction même s'il la met peu à profit. Sa vie publique est assez fade alors que son frère Angelo, célibataire et pour cela désigné par la famille à faire carrière occupe toutes les charges les plus prestigieuses, laissant à Domenico les places de moindres importances.
Domenico épouse Paolina Tron, en 1607, dont il a un fils, Giulio (1611–1676), futur procurateur de Saint-Marc, ainsi que cinq filles (Chiara, Maddalena, Laura et deux autres devenues religieuses).

### La vie politique
Domenico mène une vie privée tranquille mais il renonce pas à fréquenter les couloirs du gouvernement où il espère obtenir des faveurs pour son frère, personne montante de la politique vénitienne. Il écoute avec attention, se fait de nombreux amis et recommande son frère Angelo à tous.
Il constate sans prendre parti à la confrontation entre les Corner et les Zeno de 1627 à 1628. Les Corner essaient de créer un groupe de pouvoir autour d'eux afin d'influencer la vie de la république vénitienne alors que Renier Zeno, un des chefs du conseil des Dix, essaie de les en empêcher. Contarini désapprouve les deux partis, écrivant, au sujet Corner, qu'ils sont incapables de prendre le pouvoir et de Zeno que c'est une personne subversive et dangereuse pour l'État en raison de ses idées innovatrices.
Il accepte sans protester le rôle subalterne pour lequel il est destiné depuis son enfance, il préfère, plutôt que de se faire élire, entrer au sénat où il peut distribuer des faveurs et demander de l'aide pour son frère qui a toujours besoin de nouveaux alliés.
La vie publique n'est cependant pas inexistante puisqu'il est élu au conseil des Dix, diverses fois sage du conseil, et en mars 1655 il se présente comme vice-doge dans l'élection qui mène Carlo Contarini à la victoire.
Dans le même temps, les ambitions de la famille sont déjouées en raison de l'échec de la candidature d'Angelo lors de l'élection dogale de  1646 et s'évanouissent avec sa mort en 1657. Domenico a alors plus de 60 ans et aucune importante carrière derrière lui pour pouvoir ambitionner des charges très importantes et son fils, Giulio, est encore trop jeune pour pouvoir postuler. Il semble que le travail de préparation d'une entière génération soit anéanti.

## Le dogat
Veuf, il se retire dans le Val Nogaredo où il s'apprête à passer tranquillement les dernières années de sa vie.
Le 30 septembre 1659 le doge Giovanni Pesaro meurt subitement. Il y a peu de candidats à sa succession, seulement Alvise Contarini de la famille « de San Giustina », Andrea Pisani et Lorenzo Dolfin. l'équilibre entre les concurrents et la peur de devoir prolonger les tours de scrutins conduisent les électeurs à élire Domenico Contarini, presque inconnu au huitième scrutin le 16 octobre 1659 par 40 voix sur 41.
Beaucoup de nobles n'approuvent pas ce choix : la guerre contre les Turcs durait depuis 15 ans et ils  souhaitaient une personne imposante et capable afin de représenter un État fort et non un homme âgé et faible à l'image de Contarini.
Cependant ce choix n'est pas très probablement dû au hasard : en examinant les différentes élections dogales du XVIIe siècle, le gouvernement vénitien semble préférer élire des hommes âgés que l'on peut contrôler facilement plutôt que des jeunes ou de fins politiques qui profitant de la faiblesse de l'État, auraient tenté de transposer l'ordre existant en une monarchie.
Dans tous les cas, en considérant la durée de vie moyenne de l'époque, son âge avancé (64 ou 68 ans selon la date de naissance réelle) ne doit pas lui permettre de régner longtemps, quelques années, juste le temps de désigner quelques noms en mesure de lui succéder. En effet entre le  27 février 1655, mort du doge Francesco Molino et le 30 septembre 1659, mort du doge Pesaro quatre doges se sont succédé sur le trône dogal et  Contarini est le cinquième.
Bien que surpris, Contarini accepte volontiers la charge et ce choix est bien accueilli par le peuple qui le respecte parce qu'il n'est ni prétentieux, ni autoritaire. Contarini réussit donc à se faire accepter pendant les seize ans  de dogat qui aura le mérite d'apporter un peu de stabilité politique dans le gouvernement après les nombreuses successions de doges.
Ce ne fut jamais un grand prince et la possibilité ne lui a pas été donnée; toute initiative est promptement bloquée et les conseillers lui rappellent, plus d'une fois, fermement, son rôle est de simple représentation.
Au cours des dix premières années de son dogat, la guerre avec les Ottomans s'accroit plus que jamais: en 1644 l'empire ottoman, désireux de s'imposer dans l'île de Crète (Candie), joyaux de l'empire commercial vénitien, prenant pour excuse que les pirates prennent refuge dans les criques de l'île afin d'attaquer les côtes et les convois turcs, attaque et occupe la plus grande partie des forteresses de l'île. Depuis 1646, après deux ans d'affrontement, la ville principale de Candie est assiégée partiellement, les Vénitiens étant maitres des mers et pouvant approvisionner la place forte. Entre les murs de cette cité à moitié détruite par l'artillerie, se joue la survie même de la république, l'idée qui inquiète les dirigeants vénitiens est la possible pénétration turque dans la plus grande partie de la mer Méditerranée. L'Europe aide marginalement Venise qui soutient seule l'inégale lutte.
Le Sénat a fait voter de ne jamais céder Candie sauf s'il n'y a pas d'autres possibilités et tient sa promesse : les marchands et des familles entières sont ruinés, des milliers d'hommes meurent mais Candie résiste. Contarini soutient plusieurs fois la patrie par des dons et des incitations, devenant rapidement une espèce de « père » pour les jeunes nobles vénitiens qui dans beaucoup de cas, le prennent comme modèle de droiture et d'esprit.
Le 6 septembre 1669 le provéditeur Francesco Morosini est contraint de signer la reddition. Celui-ci est peu aimé par Contarini qui en août 1661, de retour de Candie où il commande la place forte, le traite froidement, Morosini n'est pas content quand la charge lui est renouvelée en 1667, célèbre condottiere puis doge, il réduit les défenseurs à seulement 3 000 hommes contre des forces nettement supérieures, mais après la destruction presque totale de la ville et des murs d'enceintes, il se rend.
Après 25 ans de lutte, la guerre est finie : Venise a dépensé 134 millions de ducats et perdu 30 000 hommes. Cependant les Turcs ne sont pas en meilleures conditions, ayant subi 80 000 pertes dans une entreprise qui devait durer que quelques mois.
Contarini, vieux et écrasé par sa charge, participe occasionnellement aux procès qui se déroulent contre  Morosini et ses collaborateurs pour avoir cédé la forteresse de Candie sans avoir consulté le gouvernement (1670). Dans les dernières années sa vie, Contarini assiste au mariage d'Angelo, son petit-fils avec Elena Nani, et au baptême de leur enfant, Giulio Felice, en 1671.
Rien de particulier ne se produit après la fin de la guerre, Venise cherche à relancer les voies commerciales mises en sommeil depuis de nombreuses années en raison des hostilités et d'équilibrer la balance lourdement passive ce qui sera réalisé en 1679.
Contarini, très âgé, passe la dernière année de sa vie au lit, bloqué par une hémiparésie qui l'empêche de faire tous mouvements. Il fait son testament le 24 janvier 1674 et meurt le 26 janvier 1675 à presque 90 ans pleuré par beaucoup.
Il est enterré dans le tombeau de la famille des Contarini dans l'église San Beneto.

## Curiosités
Ses filles sont les premières nobles à abandonner les traditionnels sabots  pour des chaussures et en 1665, la perruque est interdite avec peu d'effet.

## Sources
- (it) Cet article est partiellement ou en totalité issu de l’article de Wikipédia en italien intitulé « Domenico II Contarini » (voir la liste des auteurs).